# Piano elèctric
|  | No s'ha de confondre amb Piano electrònic. |

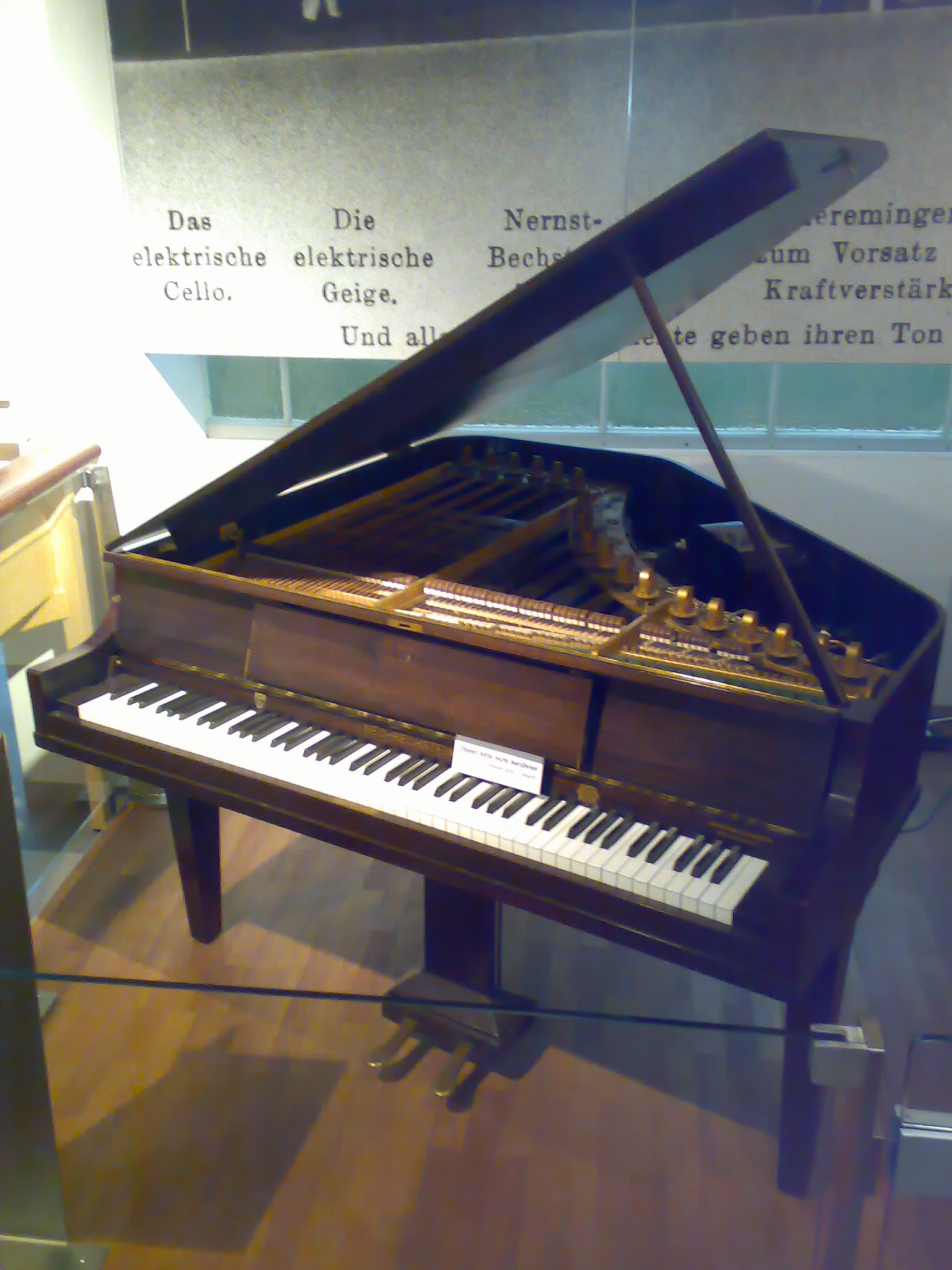
Un piano NeoBechstein, possiblement el primer piano elèctric del món (1929).

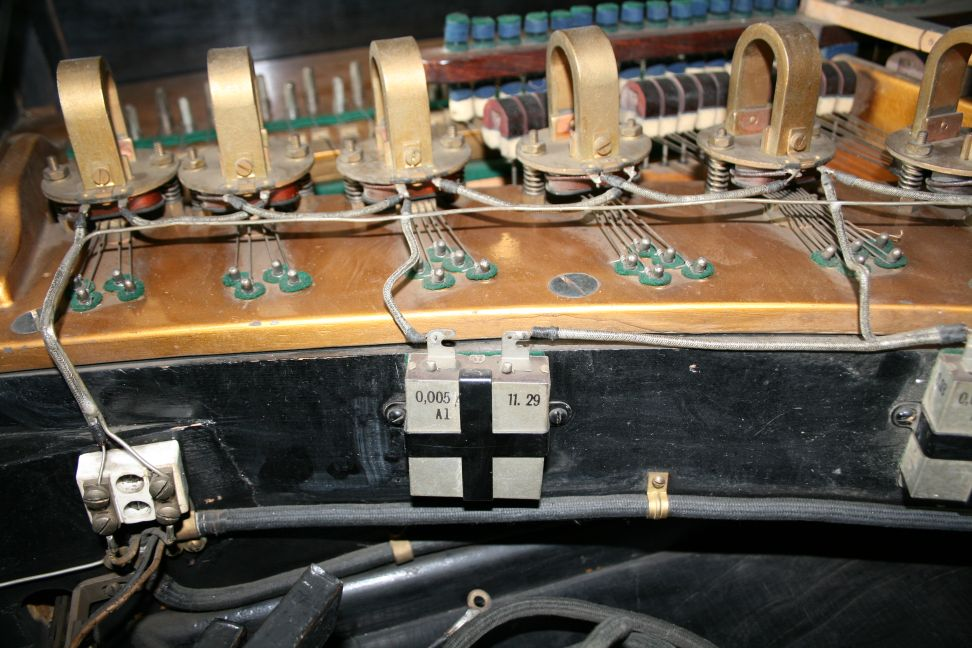
Detall de l'interior d'un piano NeoBechstein.

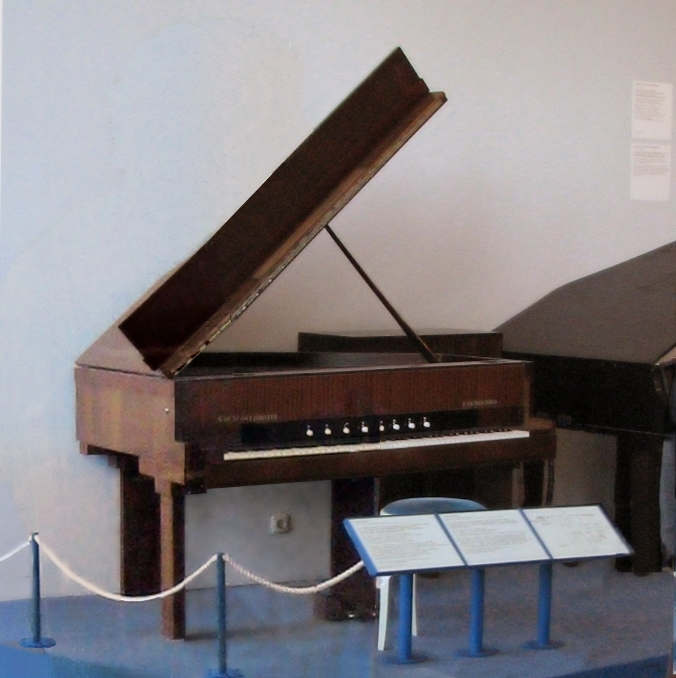
Un piano elèctric alemany Elektrochord, de l'empresa Vierling-Förster (1937); desenvolupat per Oscar Vierling entre 1928 i 1935, i fabricat per August Förster el 1937.

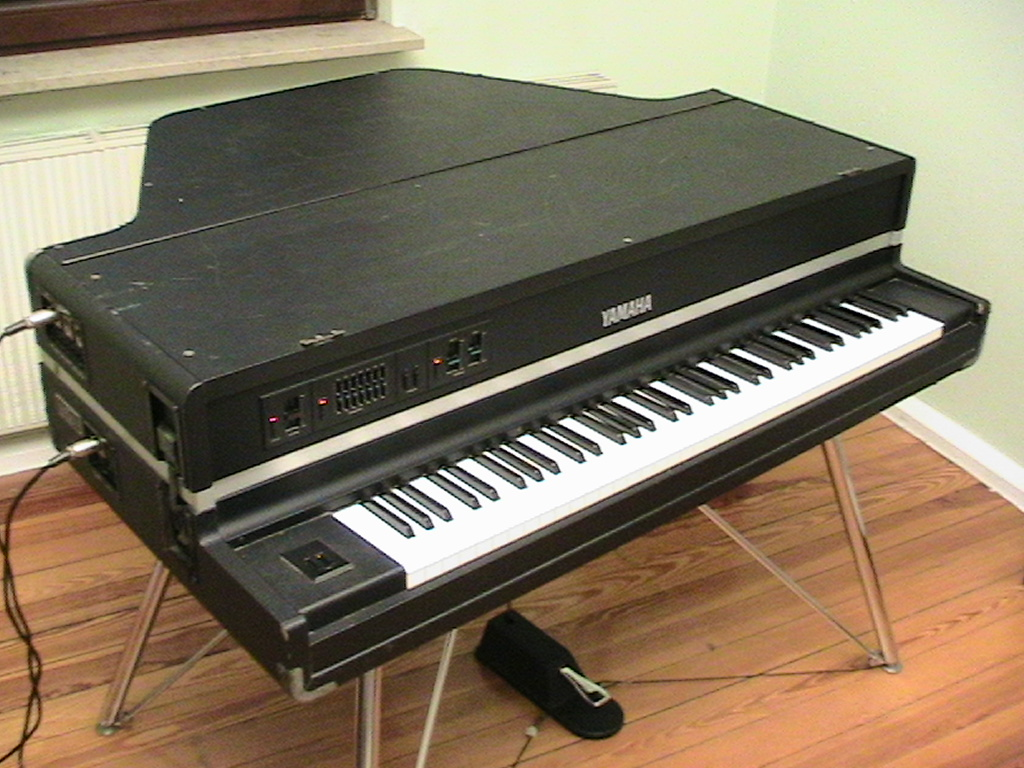
Un piano de cua elèctric Yamaha CP-70M (el CP-70 clàssic, però amb sistema MIDI).

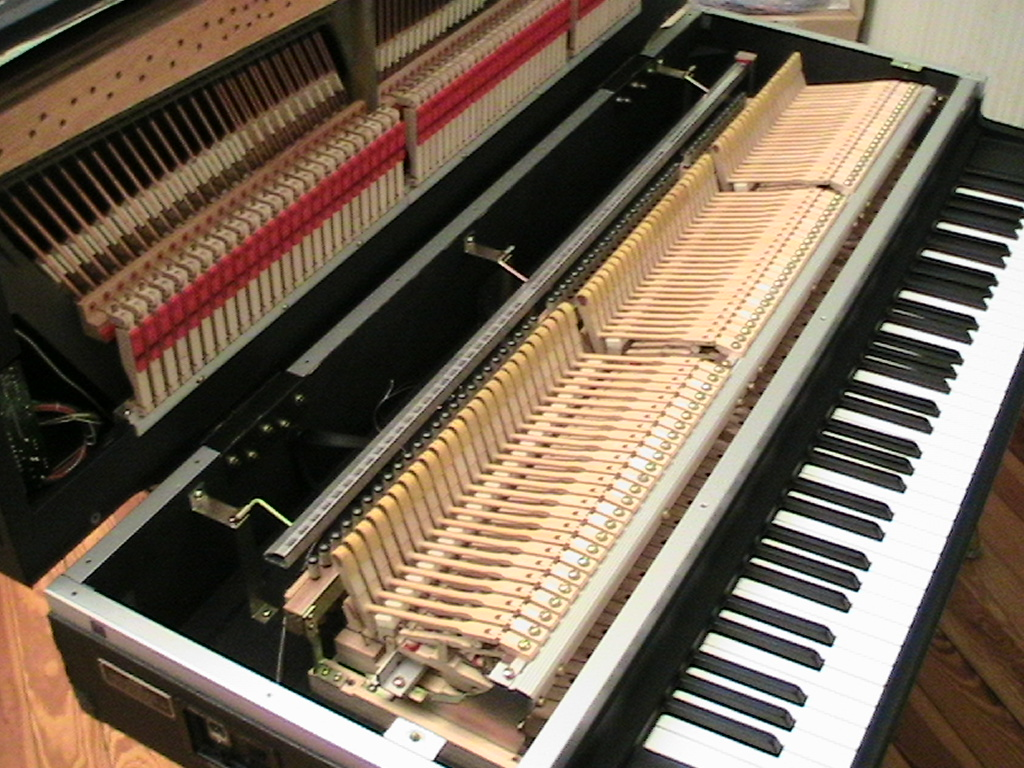
Un piano Yamaha CP-70 obert mostrant el seu interior.

Un piano elèctric és un instrument musical elèctric de teclat que produeix els sons mecànicament i els sons es converteixen en senyals electròniques mitjançant pastilles (pickups). A diferència del sintetitzador, el piano elèctric no és un instrument electrònic, sinó electromecànic.

## Història
Els primers pianos elèctrics es van inventar a finals dels anys vint, un dels primers va ser el piano elèctric de cua Neo-Bechstein, del 1929. Possiblement, el primer model sense cordes va ser el «Vivi-Tone Clavier» de Lloyd Loar.
La popularitat del piano elèctric va començar a créixer a finals dels anys cinquanta, aconseguint el seu apogeu durant els anys setanta. Després van començar a ser substituïts pels sintetitzadors capaços de fer sons com el piano, sense els desavantatges de les peces mòbils mecàniques. Molts models van ser dissenyats per a ús en la llar o l'escola, o per substituir un pesat piano no amplificat a l'escenari, mentre que altres van ser concebuts per al seu ús en laboratoris de piano en escoles o universitats per a l'ensenyament simultània de diversos estudiants, amb ús d'audiòfons.
A causa de la seva grandària i pes, els pianos digitals han reemplaçat a l'etapa molts dels instruments originals electromecànics en l'ús contemporani. No obstant això, el 2009, Rhodes Music Corporation va començar a produir una nova línia de pianos electromecànics, coneguts com a Rhodes Mark 7.

## Tipus de producció de timbre
El terme "piano elèctric" pot referir-se a diversos instruments diferents que varien en els seus mecanismes de producció de so i els conseqüents caràcters tímbrics.

### Cordes percutides
Els pianos elèctrics de Yamaha, Baldwin, Helpinstill i Kawai són pianos de cua o verticals reals amb cordes i martells. Els models Helpinstill tenen una caixa de ressonància tradicional; els altres no en tenen, i són més semblants a una guitarra elèctrica de cos sòlid.
Als pianos de Yamaha la vibració de les cordes es converteix en un senyal elèctric mitjançant pastilles piezoelèctriques sota el pont. Els instruments de Helpinstill utilitzen un conjunt de pastilles electromagnètiques connectades al marc de l'instrument. Tots aquests instruments tenen un caràcter tonal semblant al d'un piano acústic.

### Wurlitzer
Els pianos Wurlitzer utilitzen canyes planes d'acer colpejades amb martells de feltre. Les canyes encaixen dins d'una placa metàl·lica semblant a una pinta, i les canyes i la placa juntes formen un sistema de captació electroestàtic o capacitiu. Aquest sistema produeix un to molt distintiu, semblant al vibràfon quan es toca amb suavitat, i desenvolupa una ressonància buida a mesura que es toquen les tecles amb més força.
Les canyes s'afinen afegint o eliminant massa d'un tros de soldadura a l'extrem lliure de la canya. Les canyes de recanvi estan equipades amb un lleuger excés de soldadura i, per tant, estan afinades "planes"; l'usuari ha d'exigir, mitjançant proves i errors repetides, que elimini gradualment l'excés de soldadura fins que s'aconsegueixi l'ajustament correcte.

### Llengüetes metàl·liques colpejades
El Hohner Pianet utilitza coixinets adhesius fets d'una superfície de cuir despullada esmorteïda per un suport de goma escuma. Quan es deixa anar la clau, el coixinet actua com a amortidor. S'utilitza un sistema de recollida electroestàtic similar al de Wurlitzer. El to produït s'assembla al del Wurlitzer, en gran part a causa del disseny que no té mecanisme de pedal de sostindre.

## Tècnica i estils d'interpretació
Igual que passa amb les guitarres elèctriques davant de les acústiques, el so de la majoria dels pianos elèctrics difereix considerablement del d'un instrument acústic, per la qual cosa el piano elèctric ha adquirit una identitat musical pròpia, molt més enllà de ser simplement un piano portàtil amplificat. En particular, el piano Rhodes es presta a llargs i sostinguts acords "flotants" d'una manera que seria impossible en un instrument acústic, mentre que el Hohner Clavinet posseeix un vocabulari instantàniament reconeixible de riffs i figures percussives que deuen menys als estils de teclat convencionals que a la guitarra rítmica del funk i l'slam. guitarra rítmica i slap baix. Els primers models de Wurlitzer tenien amplificadors de vàlvules de buit, que podien sobrealimentar-se per crear una distorsió característica. Els models transistoritzats posteriors, encara que compartien un enfocament mecànic similar per a la generació de so, no reproduïen el so "gros" dels models a vàlvules, sinó que tenien un trèmol commovedor i útil.

## Obres reconegudes interpretades amb pianos elèctrics
- Fender Rhodes:
  - The Beatles: Get back, Don't let me down (ambdós tocats per Billy Preston)
  - Chick Corea: Spain, La Fiesta
  - The Doors: L.A. Woman, Riders on the storm (tocades per Ray Manzarek)
  - Herbie Hancock: Chameleon
  - Billy Joel: Just the way you are
  - Elton John: Daniel; Sorry Seems To Be The Hardest Word; Little Jeannie
  - Peter Frampton: Baby, I Love Your Way
  - Pink Floyd: Dogs, Hey You; Sheep
  - One Day as a Lion: Wild international
  - Stevie Wonder: Isn't she lovely, You are the sunshine of my life, I believe (when i fall in love it will be forever)
- Hohner Cembalet:
  - Manfred Mann: Do wah diddy diddy
  - Elvis Costello: Veronica
  - The Stranglers: No more heroes
- Hohner Clavinet:
  - The Band: Up on Cripple Creek
  - Stevie Wonder: Superstition
  - Led Zeppelin: Trampled underfoot, Custard pie
  - Steely Dan: Kid Charlemagne
  - Pink Floyd: Pigs (three different ones), Shine on you crazy diamond (partes 6 a 9)
  - Gentle Giant: Cogs in cogs, Experience, So sincere
  - Van der Graaf Generator: The undercover man, Scorched earth, Arrow
- Hohner Electra-Piano:
  - Led Zeppelin: Stairway to heaven, Misty Mountain Hop, No Quarter, Down By The Seaside (sólo en grabaciones de estudio; cuando tocaban en vivo usaban un piano eléctrico Fender Rhodes)
- Hohner Pianet:
  - The Association: Never My Love
  - The Beatles: The night before, I am the walrus, Tell me what you see, You like me too much
  - The Guess Who: These eyes
  - The Zombies: She's not there
  - The Kingsmen: Louie Louie
  - The Lovin' Spoonful: Summer in the city
  - Soft Machine: Slightly all the time, Out-bloody-rageous
- Wurlitzer Electric Piano:
  - Ray Charles: What'd I say
  - Cannonball Adderley Quintet: Mercy, mercy, mercy (sólo la primera versión en estudio, todas les versiones siguientes fueron con piano eléctrico Fender Rhodes.
  - The Buckinghams: Hey, baby (they're playing our song)
  - Steely Dan: Do it again
  - Pink Floyd: Time, Money, Have a cigar, Shine on you crazy diamond (partes 6 a 9)
  - Queen: You're my best friend
  - King Harvest: Dancing in the moonlight
  - Supertramp: Dreamer, Bloody well right, The logical song; Goodbye stranger
- Baldwin Combo Harpsichord:
  - The Association: Along comes Mary
  - The Beatles: Because